# Tagmout
Tagmout  (in arabo تكموت‎?) è un centro abitato e comune rurale del Marocco situato nella provincia di Tata, regione di Souss-Massa. Conta una popolazione di 4 581 abitanti (censimento 2014).